# Bítovany
Bítovany település Csehországban, a Chrudimi járásban. Bítovany Orel, Lukavice, Zaječice és Žumberk településekkel határos. Lakosainak száma 448 fő (2024. január 1.).

## Népesség
A település lakosságának változását az alábbi diagram mutatja:
| Lakosok száma | 513  | 641  | 751  | 561  | 448  | 389  | 422  | 421  | 437  | 448  |
|               | 1869 | 1890 | 1921 | 1950 | 1980 | 2001 | 2017 | 2019 | 2022 | 2024 |